# Joe Daley
Thomas Joseph Daley (Winnipeg, 20 febbraio 1943) è un ex hockeista su ghiaccio canadese che nel corso della carriera ha militato come portiere nella National Hockey League e nella World Hockey Association.

## Carriera
Daley giocò a livello giovanile per due stagioni nella lega junior del Saskatchewan con i Weyburn Red Wings, formazione legata alla franchigia della National Hockey League dei Detroit Red Wings. Il suo esordio fra i professionisti giunse nel 1963 nella Eastern Hockey League, lega minore in cui vinse il titolo di miglior rookie. Nelle stagioni successive giocò per diverse formazioni affiliate ai Red Wings nelle leghe minori come la EHL, la WHL, la CHL e l'AHL.
Senza essere riuscito a esordire in NHL con i Red Wings nel 1967 Daley fu selezionato durante l'NHL Expansion Draft dai Pittsburgh Penguins, una delle sei nuove franchigie iscritte alla NHL.  Dopo un anno con il farm team dei Baltimore Clippers esordì finalmente in NHL nella stagione 1968-1969 giocando 29 partite.
Nella stagione 1970-1971 si trasferì ai Buffalo Sabres disputando la sua prima stagione da titolare in NHL a causa dei problemi fisici di Roger Crozier. Il 10 dicembre 1970 Daley stabilì il record della franchigia con 72 tiri parati in una sola gara nella sfida persa per 8-2 contro i Boston Bruins, e fu inoltre uno fra gli ultimi portieri nella storia della NHL a giocare senza maschera protettiva. Un anno più tardi ritornò nell'organizzazione dei Red Wings riuscendo così a vestire la maglia di Detroit.
La vera svolta nella sua carriera giunse nel 1972 quando lasciò la NHL per approdare nella nuova World Hockey Association con i Winnipeg Jets. Giocò per la squadra della sua città per sette stagioni entrando per due volte nell'All-Star Team e conquistando per tre volte il titolo dell'Avco World Trophy. Daley concluse la propria carriera nel 1979, anno dello scioglimento della WHA, lega di cui detiene il record assoluto di vittorie per un portiere.

## Palmarès

### Club
- Avco World Trophy: 3

Winnipeg: 1975-1976, 1977-1978, 1978-1979

### Individuale
- WHA First All-Star Team: 1

1975-1976
- WHA Second All-Star Team: 1

1976-1977
- EHL Rookie of the Year: 1

1963-1964